# Letepsammia
Letepsammia is een geslacht van neteldieren uit de klasse van de Anthozoa (bloemdieren).

## Soorten
- Letepsammia fissilis Cairns, 1995
- Letepsammia formosissima (Moseley, 1876)
- Letepsammia franki Owens, 1994
- Letepsammia superstes (Ortmann, 1888)